# Nick Arrojo
Nick Arrojo (Manchester, 7 de janeiro de 1966) é um cabeleireiro, estilista, empresário e escritor inglês. Ganhou reconhecimento pelo seu trabalho de sete anos no reality show britânico What Not To Wear, conhecido no Brasil por sua versão nacional Esquadrão da Moda. Também é o fundador do Arrojo Studios, salão em que atende diversas celebridades.

## Biografia
Iniciou sua carreira na Vidal Sassoon como estilista aprendiz, em 1983. Em 1994, começou a trabalhar para a Bumble & Bumble como diretor de educação. Alguns anos depois, em 2001, abre seu estúdio, o Arrojo Studio, assinando, no ano seguinte, um contrato para participar do What Not To Wear. Desde então, mais conhecido e com um estúdio premiado, lançou uma linha de produtos e tem se dedicado ao ensino de suas técnicas como cabeleireiro, tendo lançado seu primeiro livro, Great Hair, em 2008.
Em 2010, casou-se com sua atual esposa, Lina, com quem tem dois filhos.